# Леви, Хайман
Хайман Леви (англ. Hyman Levy; 28.02.1889, Эдинбург — 27.02.1975, Уимблдон, Лондон) — британский математик, философ науки и политактивист.
Эмерит-профессор Имперского колледжа Лондона, член Королевского общества Эдинбурга (1916).
Родился в многодетной ортодоксальной еврейской семье выходца из России Маркуса Леви и уроженки Германии Минны Леви, урождённой Коэн.
Окончил Эдинбургский университет (1911, магистр искусств с первоклассным отличием). Затем занимался в Геттингенском ун-те, однако из-за войны был вынужден вернуться в Англию, где до 1916 года занимался в Оксфорде.
В 1916-20 гг. работал в Национальной физической лаборатории. Затем стал преподавателем математики в Имперском колледже Лондона, спустя три года — профессором, в 1946-55 гг. — завкафедрой, с 1954 года эмерит-профессор. Также в 1946-52 гг. декан Королевского колледжа науки.
В 1929-33 гг. член совета и в 1931-2 гг. вице-президент Лондонского математического общества.
В 1920-31 гг. состоял в Лейбористской партии, где в 1924-30 гг. возглавлял консультативный комитет по науке, затем в 1931 году присоединился к компартии, из которой был исключён в 1958 году. В 1956 году в составе партийной делегации посетил Москву. В 1957 году выпустил книгу «Jews and the National Question», что Раджани Палм Датт осудил как отход от марксизма.
Автор математических работ, в частности по воздухоплаванию.
Был женат с 1918 года, трое детей: дочь и два сына. Из-за брака у Леви был разлад с остальными своими родственниками, так как его супруга была пресвитерианкой.

## Также
- гипотеза Леви